# Dale Eickelman
Dale F. Eickelman is een Amerikaanse antropoloog. Sinds 1989 is hij hoogleraar in de antropologie en menselijke betrekkingen aan Dartmouth College. Hij heeft zich gespecialiseerd in de islam en het Midden-Oosten. Met name is hij geïnteresseerd in de relatie tussen religie en politiek in de islam, en de antropologie van kennis. 

## Levensloop
Voordat Eickeman professor werd aan Darthmouth College, was hij verbonden aan de New York University; sinds 1971 als assistent-professor, sinds 1978 als professor.
In 1975/1976 presenteerde Eickelman een serie van 48 afleveringen over de antropologie van het Midden-Oosten en Noord-Afrika voor de Amerikaanse televisiezender CBS.
Eickelman is lid (geweest) van diverse besturen en adviesraden, waaronder het American Institute of Yemeni Studies (1983-1989), het Sultan Qaboos Research and Study Center (The Middle East Institute, Washington, 1985-1987), het American Institute of Maghribi Studies (1985-1991), het International Institute for the Study of Islam in the Modern World (Leiden, 1998-2002) en het Center for Peace Studies (International Programs Center, University of Oklahoma, sinds 2001). 
Eickelman is lid van de Club van Rome.